# Je n'oublie pas
Je n'oublie pas è un singolo della cantante francese Vitaa, pubblicato il 26 ottobre 2023 come primo estratto dal sesto album in studio Charlotte.

## Classifiche
| Classifica (2023-2024) | Posizione massima |
| ---------------------- | ----------------- |
| Belgio (Vallonia)      | 23                |
| Francia                | 113               |